# Crosslauf-Europameisterschaften 2003
Die 10. Crosslauf-Europameisterschaften der EAA fanden am 14. Dezember 2003 in Edinburgh (Vereinigtes Königreich) statt.
Im Holyrood Park war eine 1425 m lange Schleife eingerichtet worden, die sich durch einen Anstieg auf den Haggis Knowe auf 1750 m ausdehnen ließ (beim Einbiegen auf die Zielgerade wurden daraus 1670 m). Die Männer bewältigten eine kleine und fünf große Runden (10,095 km), die Frauen und Junioren eine kleine und drei große Runden (6,595 km) und die Juniorinnen zwei kleine und eine große Runde (4,52 km).

## Ergebnisse

### Männer

#### Einzelwertung
| Platz | Athlet                 | Land | Zeit (min) |
| ----- | ---------------------- | ---- | ---------- |
| 1     | Serhij Lebid           | UKR  | 30:47      |
| 2     | Juan Carlos de la Ossa | ESP  | 31:08      |
| 3     | Eduardo Henriques      | POR  | 31:15      |
| 4     | Tom Van Hooste         | BEL  | 31:18      |
| 5     | Jewhen Boschko         | UKR  | 31:19      |
| 6     | Fabián Roncero         | ESP  | 31:23      |
| 7     | Mustapha Essaïd        | FRA  | 31:26      |
| 8     | El Hassan Lahssini     | FRA  | 31:29      |

Von 73 gemeldeten und gestarteten Athleten erreichten 67 das Ziel.
- 11: Günther Weidlinger (AUT), 31:35
- 26: Sebastian Hallmann (GER), 31:52
- 37: Oliver Dietz (GER), 32:14
- 39: Oliver Mintzlaff (GER), 32:15
- 41: André Green (GER), 32:21
- 45: Thorsten Gombert (GER), 32:27
- 59: Michael May (GER), 33:15
- 60: Martin Steinbauer (AUT), 33:17
- 65: Florian Heinzle (AUT), 33:34
- DNF: Harald Steindorfer (AUT)

#### Teamwertung
| Platz | Land und Athleten                                                          | Gesamtpunktzahl und Einzelplatzierung |
| ----- | -------------------------------------------------------------------------- | ------------------------------------- |
| 1     | Frankreich Mustapha Essaïd El Hassan Lahssini Driss El Himer Khalid Zoubaa | 47 07 08 10 22                        |
| 2     | Spanien Juan Carlos de la Ossa Fabián Roncero Iván Hierro Kamal Ziani      | 47 02 06 12 27                        |
| 3     | Portugal Eduardo Henriques Fernando Silva Ricardo Ribas José Ramos         | 65 03 14 23 25                        |

Insgesamt wurden zehn Teams gewertet. Die deutsche Mannschaft kam mit 143 Punkten auf den neunten Platz.

### Frauen

#### Einzelwertung
| Platz | Athletin          | Land | Zeit (min) |
| ----- | ----------------- | ---- | ---------- |
| 1     | Paula Radcliffe   | GBR  | 22:04      |
| 2     | Elvan Abeylegesse | TUR  | 22:13      |
| 3     | Anikó Kálovics    | HUN  | 22:26      |
| 4     | Sonia O’Sullivan  | IRL  | 22:36      |
| 5     | Hayley Yelling    | GBR  | 22:44      |
| 6     | Olivera Jevtić    | SCG  | 22:45      |
| 7     | Justyna Bąk       | POL  | 22:47      |
| 8     | Liz Yelling       | GBR  | 22:49      |

Alle 62 gemeldeten Athletinnen erreichten das Ziel. Jolene Byrne, die den 57. Platz belegte, wurde nachträglich disqualifiziert, da sie zum Zeitpunkt der Veranstaltung noch keine irische Staatsbürgerin war.
Teilnehmerinnen aus deutschsprachigen Ländern und Regionen:
- 15: Sabrina Mockenhaupt (GER), 23:02
- 22: Susanne Ritter (GER), 23:29
- 33: Silvia Weissteiner (ITA), 23:45
- 48: Birte Bultmann (GER), 24:18
- 55: Juliane Becker (GER), 24:59
- 58: Michaela Schedler (GER), 25:38

#### Teamwertung
| Platz | Land und Athletinnen                                                             | Gesamtpunktzahl und Einzelplatzierung |
| ----- | -------------------------------------------------------------------------------- | ------------------------------------- |
| 1     | Vereinigtes Königreich Paula Radcliffe Hayley Yelling Liz Yelling Hayley Tullett | 25 01 05 08 11                        |
| 2     | Irland Sonia O’Sullivan Rosemary Ryan Ann Keenan-Buckley Catherina McKiernan     | 78 04 13 27 34                        |
| 3     | Portugal Analía Rosa Helena Sampaio Analídia Torre Inês Monteiro                 | 84 14 17 23 30                        |

Insgesamt wurden zehn Teams gewertet. Die deutsche Mannschaft kam mit 140 Punkten auf den neunten Platz.

### Junioren

#### Einzelwertung
| Platz | Athlet          | Land | Zeit (min) |
| ----- | --------------- | ---- | ---------- |
| 1     | Jewgeni Rybakow | RUS  | 20:52      |
| 2     | Anatoli Rybakow | RUS  | 20:52      |
| 3     | Alexei Reunkow  | RUS  | 20:53      |

Von 94 gemeldeten und gestarteten Athleten erreichten 91 das Ziel.
Teilnehmer aus deutschsprachigen Ländern:
- 16: Steffen Uliczka (GER), 21:35
- 32: Zelalem Martel (GER), 21:52
- 34: Ricardo Giehl (GER), 21:53
- 47: Norbert Löwa (GER), 22:01
- 57: Johannes Raabe (GER), 22:18
- 59: Andreas Felix (SUI), 22:21
- 68: Daniel Fässler (SUI), 22:31
- 80: Andreas Kloeble (GER), 22:53
- DNF: Sascha Bierbaumer (AUT)

#### Teamwertung
| Platz | Land und Athleten                                                          | Gesamtpunktzahl und Einzelplatzierung |
| ----- | -------------------------------------------------------------------------- | ------------------------------------- |
| 1     | Russland Jewgeni Rybakow Anatoli Rybakow Alexei Reunkow Sergej Rjasanzew   | 20 01 02 03 14                        |
| 2     | Rumänien Cosmin Şuteu Marius Ionescu Ştefan Pătru Cristinel Irimia         | 31 04 05 10 12                        |
| 3     | Spanien Francisco Bachiller Alejandro Fernández Marc Roig Francisco España | 44 07 09 11 17                        |

Insgesamt wurden 16 Teams gewertet. Die deutsche Mannschaft kam mit 129 Punkten auf den sechsten Platz.

### Juniorinnen

#### Einzelwertung
| Platz | Athletin       | Land | Zeit (min) |
| ----- | -------------- | ---- | ---------- |
| 1     | Inna Poluškina | LAT  | 15:32      |
| 2     | Snežana Kostić | SCG  | 15:57      |
| 3     | Charlotte Dale | GBR  | 16:04      |

Von 76 gemeldeten Athletinnen gingen 75 an den Start und erreichten 72 das Ziel.
- 13: Verena Dreier (GER), 16:35
- 14: Antje Möldner (GER), 16:35
- 16: Saskia Janssen (GER), 16:40
- 20: Regina Schnurrenberger (GER), 16:44
- 42: Felicitas Mensing (GER), 17:11
- DNS: Nadja Hamdouchi (GER)

#### Teamwertung
| Platz | Land und Athletinnen                                                                     | Gesamtpunktzahl und Einzelplatzierung |
| ----- | ---------------------------------------------------------------------------------------- | ------------------------------------- |
| 1     | Vereinigtes Königreich Charlotte Dale Faye Fullerton Danielle Barnes Aine Hoban          | 32 03 05 09 15                        |
| 2     | Russland Wiktorija Truschenko Regina Chamsina Wiktorija Charitonowa Jekaterina Bespalowa | 53 06 08 17 22                        |
| 3     | Deutschland Verena Dreier Antje Möldner Saskia Janssen Regina Schnurrenberger            | 63 13 14 16 20                        |

Insgesamt wurden 13 Teams gewertet.